# БГ Сайт
БГ сайт е конкурс за български уеб сайтове.
Провежда се от 1999 г. През 2009 г. е неговото десето издание.
В различни категории – между 3 и 12, сайтовете се регистрират за участие, като се заплаща такса (50 – 190 лв. с ДДС към 2009 г.). Оценяват се от жури и от публика. Връчва се по една награда във всяка категория. Наградата е статуетка, изработена от Иво Арнаудов.
През годините 1999 – 2008 повече от 70 статуетки са били раздадени на най-качествените уеб-проекти. Сред притежателите на статуетки са някои от най-значимите родни сайтове като Dir.bg, Abv.bg, Netinfo.bg, JobTiger.bg, Mail.bg, BgMaps.com, News.bg, Bnt.bg и много други.
Конкурсът е одитиран от PricewaterhouseCoopers.
В България съществуват и други подобни конкурси, напр. „Български награди за Уеб“ на „Българска уеб асоциация“.